# Вагабунда світлокрила
Вагабунда світлокрила (Dendrocitta vagabunda) — вид горобцеподібних птахів родини воронових (Corvidae). Мешкає в Південній і Південно-Східній Азії. Виділяють низку підвидів.

## Опис

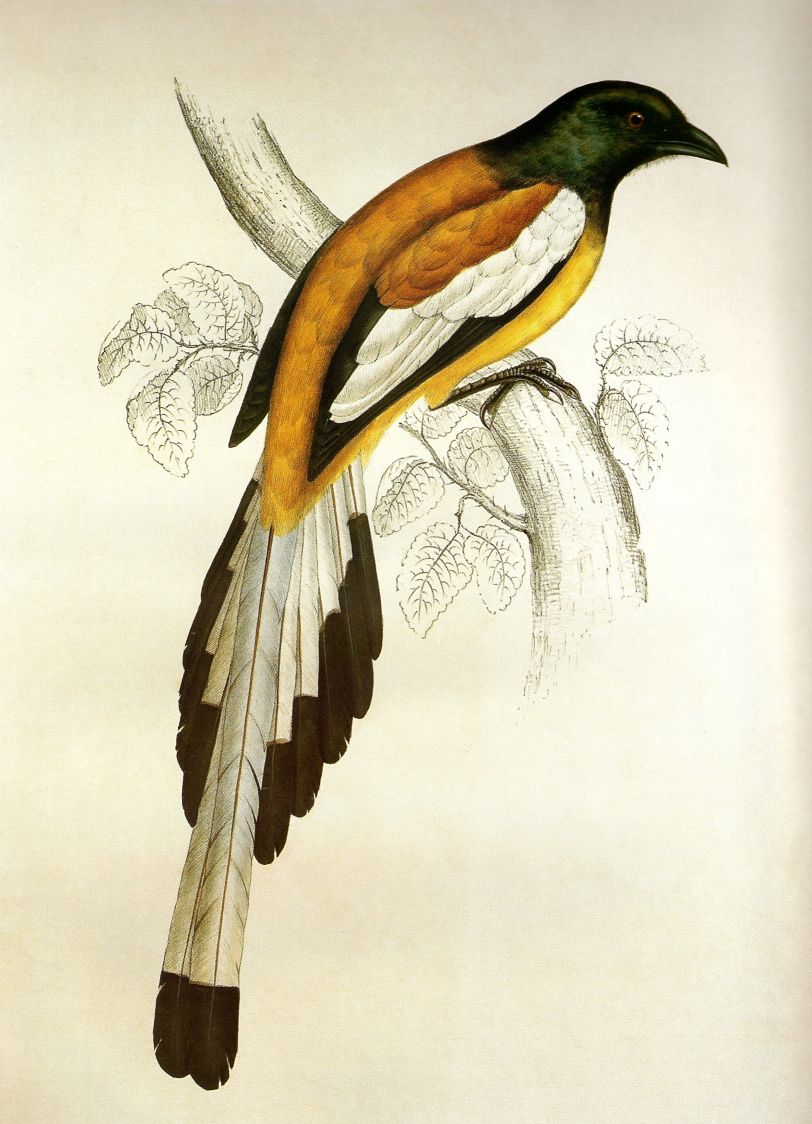
Світлокрила вагабунда

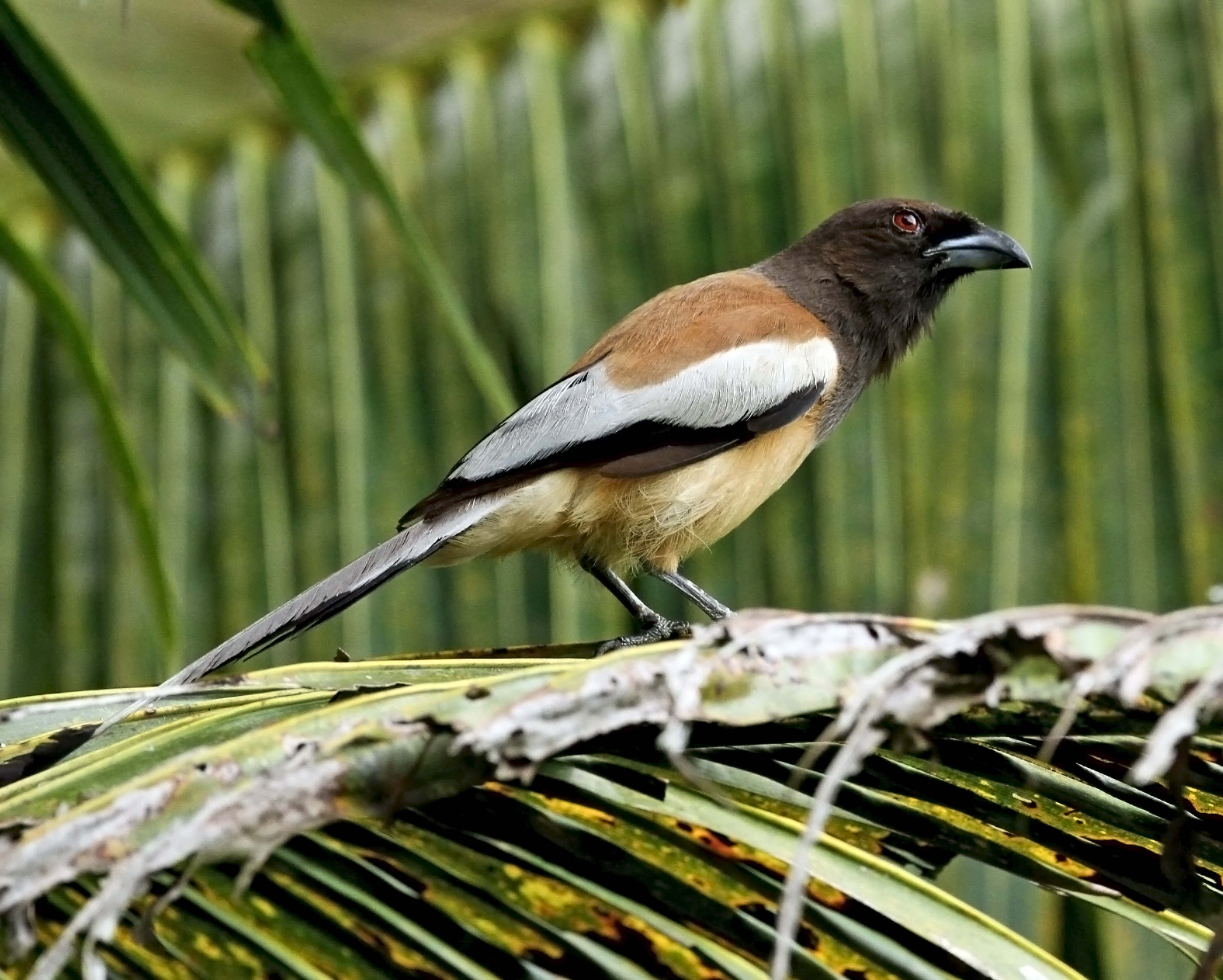
Світлокрила вагабунда

Довжина тіла птаха становить 46-50 см, вага 90-130 г, довжина крила 14,4-17,3 см, довжина цівка 3,2-3,7 см, довжина дзьоба 3-3,7 см, довжина хвоста 18,9-36,3 см.
Голова, шия і груди чорні або темно-сірі, спина рудувато-коричнева. Покривні пера крил світло-сірі або білі, решта крила чорна. Живіт світло-пісочного кольору, гузка світліша. У деяких підвидів нижня частина тіла може бути кремового кольору. Хвостові пера довгі, світло-сірі, на кінці чорні. Їх довжина різниться в залежності від підвиду: так, у представників підвиду D. v. parvula довжина хвостових пер становить 18,9-23,9, а у представників підвиду D. v. bristoli довжина хвостових пер становить 26,5-36,3 см. Дзьоб і восковиця сірі, кінчик дзьоба темніший. Райдужка темно-червоно-коричнева, лапи сірі. Виду не притаманний статевий диморфізм, хоча самці мають дещо довші хвости.

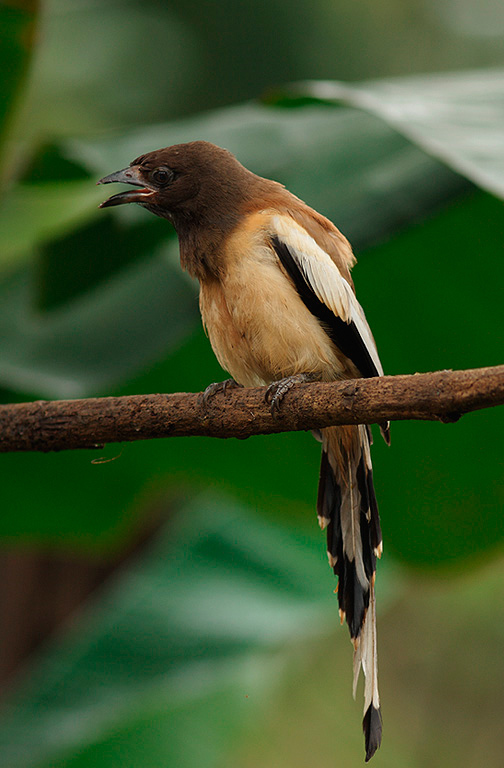
Молода світлокрила вагабунда

Забарвлення молодих птахів світліше і менш контрастне. Їх хвостові пера трикольорові: основа пера світло-сіра, остання третина чорна, кінчик світлий.
Представники підвидів дещо різняться за забарвленням і за розмірами. Птахи, що належать до північно-західних підвидів найбільші і мають найсвітліше забарвлення; представники південних підвидів менші, представники східних підвидів темніші.

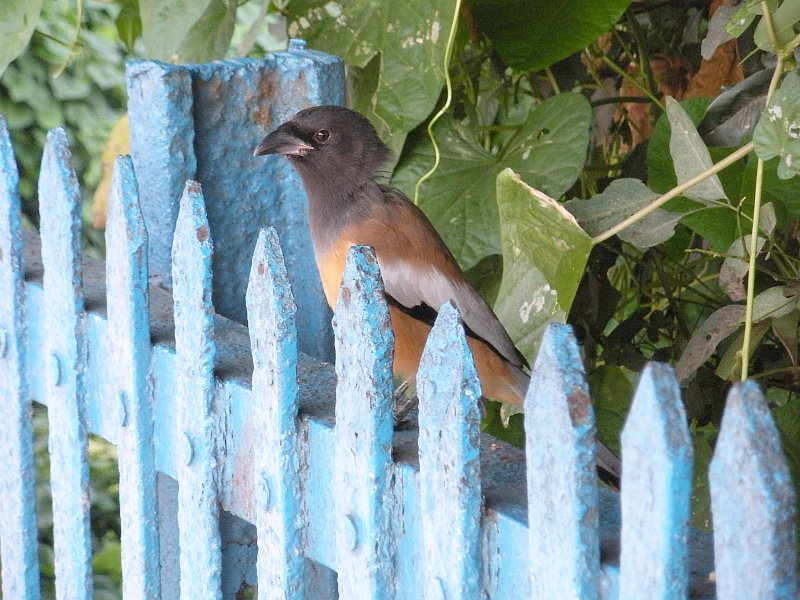
Світлокрилі вагабунди можуть мешкати в межах міста

## Поширення і екологія
Світлокрилі вагабунди мешкають на більшій території Азії на південь від Гімалаїв. Західною межею поширення виду є південно-західні схили Гіндукуша в Пакистані. Птах мешкає на всій території Індії і Бангладешу, за винятком пустелі Тар. В Південно-Східній Азії світлокрилі вагабунди мешкають на півночі Малайського півострову і в Індокитаї, однак вони відсутні на сході Таїланду і на в'єтнамському узбережжі. Також світлокрилі вагабунди відсутні на Шрі-Ланці. Цей вид птахів є здебільшого осілим, однак для деяких гірських популяцій характерна вертикальна міграція, коли взимку вони мігрують в долини. Передусім це стосується гімалайських популяцій.
Світлокрилі вагабунди живуть в різноманітних лісових масивах, в сухих і дощових, відкритих і напіввідкритих лісах, на плантаціях, однак уникають надто густих джунглів. Також це єдиний вид вагабунд, що може мешкати в межах міста, в парках і садах.
Світлокрилі вагабунди живуть на висоті до 1000 м над рівнем моря, однак в Гімалаях їх можна побачити і на висоті 2100 м над рівнем моря. Там, де ареал світлокрилої вагабунди перетинається з ареалом сіроволої вагабунди (Dendrocitta formosae), світлокрила вагабунда віддає перевагу низьким висотам і антропогенним ландшафтам. 

## Підвиди
Виділяють дев'ять підвидів:
- D. v. bristoli Paynter, 1961 (східний Пакистан і північна Індія);
- D. v. vagabunda (Latham, 1790) (північно-східна і східна Індія, Бангладеш);
- D. v. behni Steinheimer, 2009 (західна і центральна Індія);
- D. v. parvula Whistler & Kinnear, 1932 (південно-західна Індія)
- D. v. pallida (Blyth, 1846) (південно-східна Індія)
- D. v. sclateri Baker, ECS, 1922 (західна і північна М'янма)[11];
- D. v. kinneari Baker, ECS, 1922 (центральна М'янма, південний Китай, північно-західний Таїланд)[11];
- D. v. saturatior Ticehurst, 1922 (південно-східна М'янма, південно-західний Таїланд);
- D. v. sakeratensis Gyldenstolpe, 1920 (центральний Таїланд і південний В'єтнам).

## Раціон
Світлокрила вагабунда харчується плодами, ягодами, нектаром, насінням і безхребетними. Вона споживає різноманітні фрукти, як невеликі плоди Melia azedarach, так і великі соковиті папаї, однак найчастіше світлокрила вагабунда їсть плоди різних видів фікусів. Може вона споживати і невеликих хребетних: ящірок, птахів і гризунів, а також їсти падло.
Цей вид птахів зазвичай харчується в кронах дерев, лише інколи спускаючись на землю, зазвичай, аби втамувати спрагу. Цей вид птахів об'єднується в пари або невеликі зграї з 4-5 птахів. Іноді світлокрилі вагабунди можуть утворювати зграї до 20 птахів, до яких можуть долучатися птахи інших видів: коелі, великі дронго, вінаго. Разом з єгипетськими чаплями вони можуть шукати паразитів в шерсті індійських замбарів.

## Розмноження
Світлокрилі вагабунди моногамні і утворюють тривалі пари. Гніздування триває з лютого по липень ( у південних підвидів сезон гніздування починається пізніше — в березні-травні). Гніздо порівняно невелике, чашоподібної форми, розміщується на дереві на висоті 6-8 м над землею. В кладці 2-6 яєць (зазвичай 4-5). Північні популяції відкладають більше яєць, ніж південні. Яйця розміром 29×21,5 мм, їх колір найчастіше рожевуватий з червоно-коричневими або сірими плямками.

## Зберреження
Сірокрила вагабунда є численним і поширеним видом птахів на всьому ареалі, крім В'єтнаму, де вважається рідкісною. МСОП вважає цей вид таким, що не потребує особливих заходів зі збереження.